# 1857 en photographie
| Années de la photographie : 1854 - 1855 - 1856 - 1857 - 1858 - 1859 - 1860    |
| Décennies de la photographie : 1820 - 1830 - 1840 - 1850 - 1860 - 1870 - 1880 |

Cet article présente les faits marquants de l'année 1857 en photographie.

## Événements
- décembre : un arrêt de la Cour impériale de Paris accorde à Félix Tournachon la propriété exclusive du pseudonyme Nadar qui avait d'abord été utilisé par une société constituée autour de son frère cadet Adrien Tournachon[1].
- Henry Peach Robinson devient photographe professionnel et ouvre un studio à Leamington Spa, ville thermale dans le Warwickshire en Angleterre.
- Joseph Albert devient le photographe officiel de la cour royale de Bavière[2].
- Thora Hallager ouvre un studio professionnel de photographie à Copenhague.
- Ludwig Angerer ouvre un atelier de photographie spécialisé dans le portrait à Vienne en Autriche.
- Le peintre néerlandais Maurits Verveer, dont les œuvres ne connaissent pas le succès se tourne vers la photographie et ouvre un studio à La Haye, consacré aux portraits, notamment de personnalités : Etablissement van photograpische portretten[3].
- Les photographes britanniques Walter Bentley Woodbury et James Page s'associent pour ouvrir à Batatvie (actuelle Jakarta) en Indonésie le studio photographique Woodbury & Page[4].
- Le médecin et chimiste néerlandais J. L. C. Pompe van Meerdervoort enseigne la médecine et la photographie à Dejima, enclave néerlandaise du port de Nagasaki avec une académie navale ; il a pour élève Ueno Hikoma, Kameya Tokujirō.
- Création à Paris de la SOM-Berthiot : Société d'Optique et de Mécanique Berthiot, spécialisée dans la fabrication d'objectifs photographiques[5]
- Édouard Baldus et Madame Breton deviennent membres de la Société française de photographie.

## Photographies notables

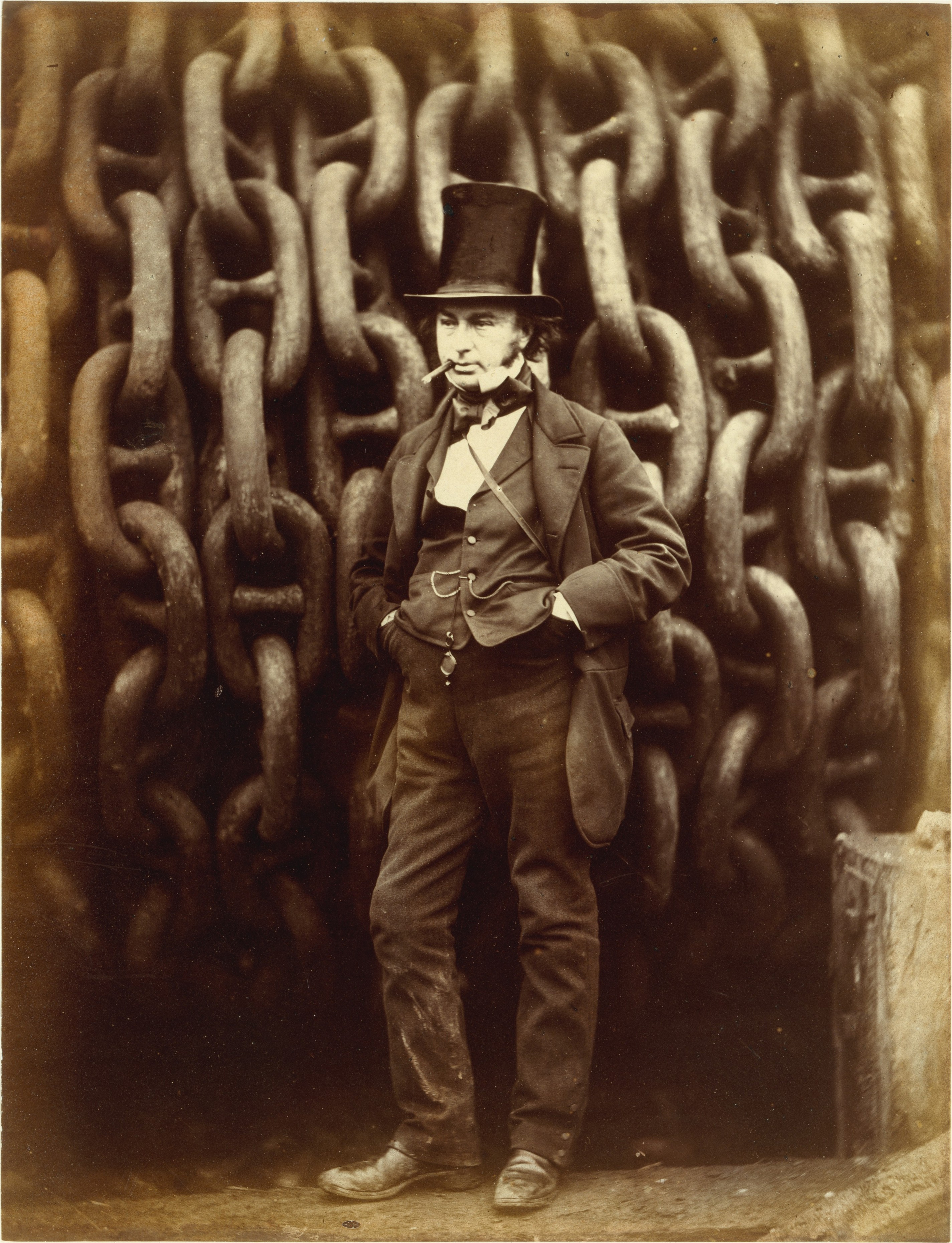
Robert Howlett, Isambard Kingdom Brunel debout devant les chaînes de lancement du Great Eastern.

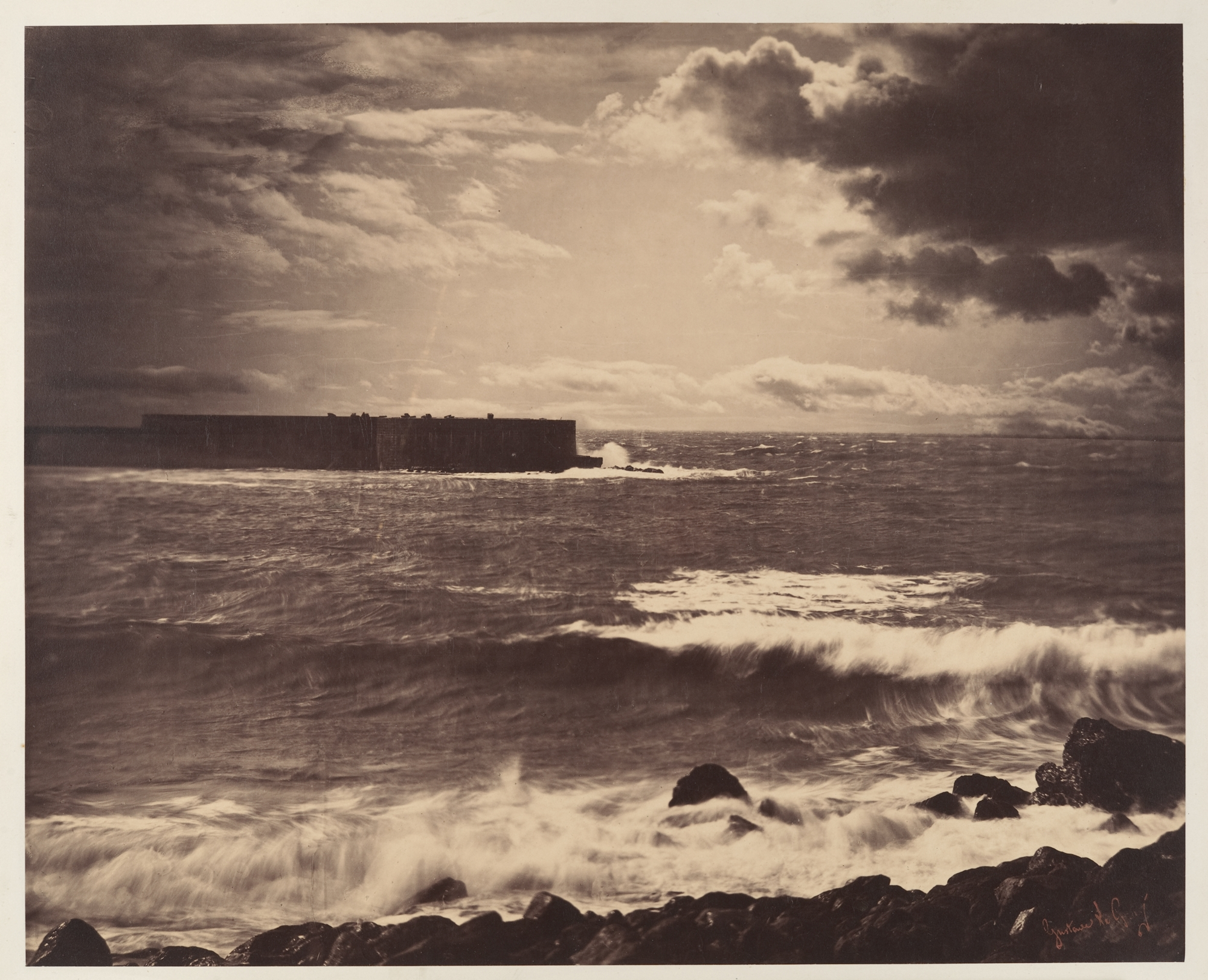
Gustave Le Gray, La Grande vague.

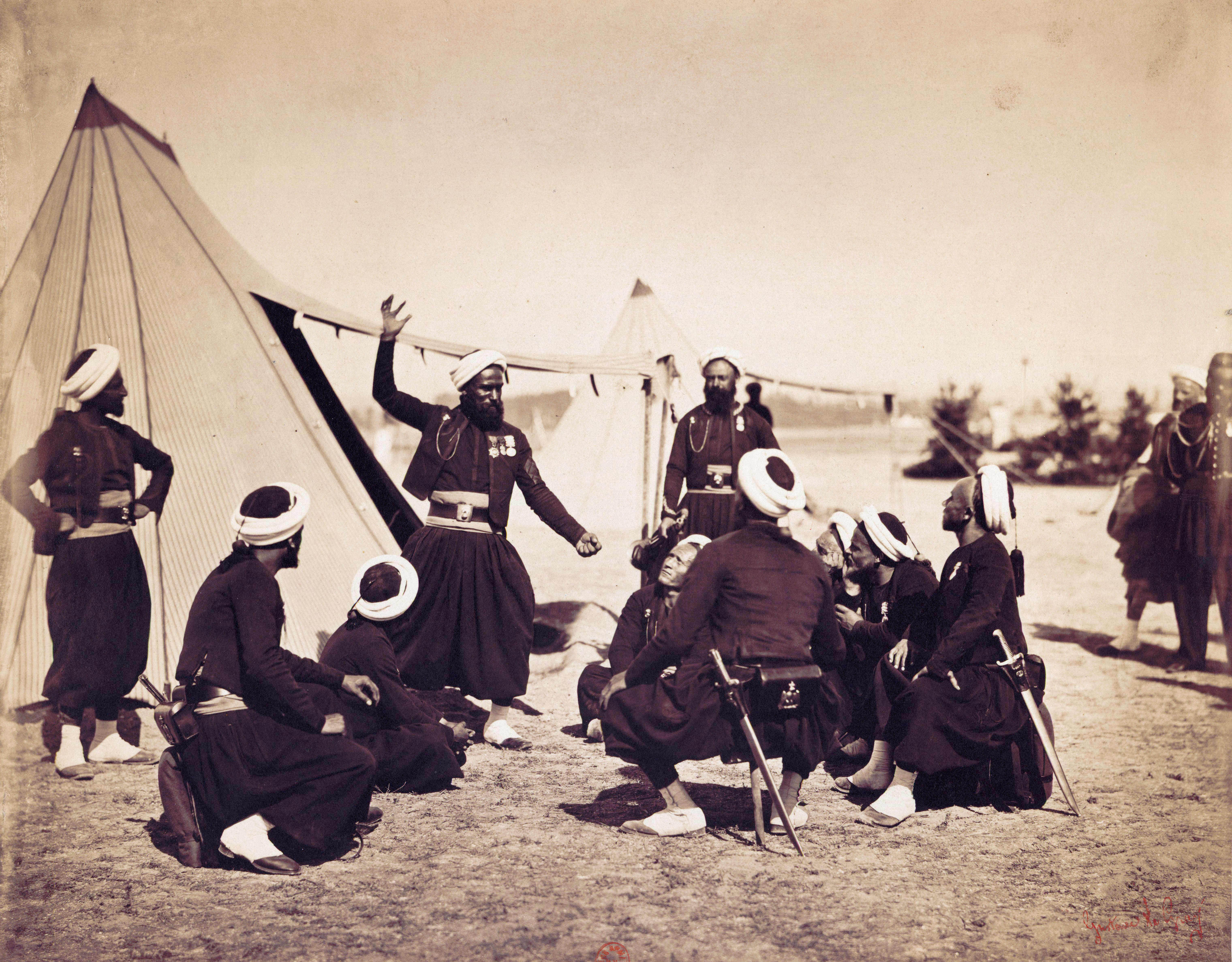
Gustave Le Gray, Camp de Châlons. Le Récit.

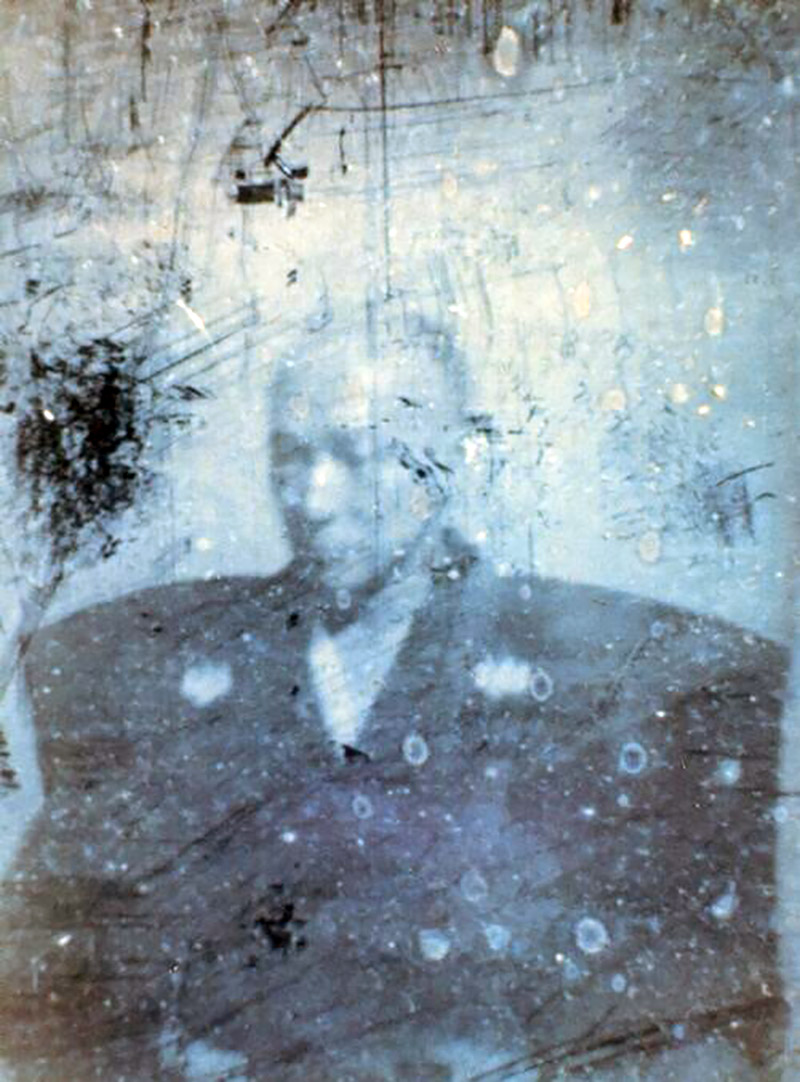
Ichiki Shirō, daguerréotype de Shimazu Nariakira.

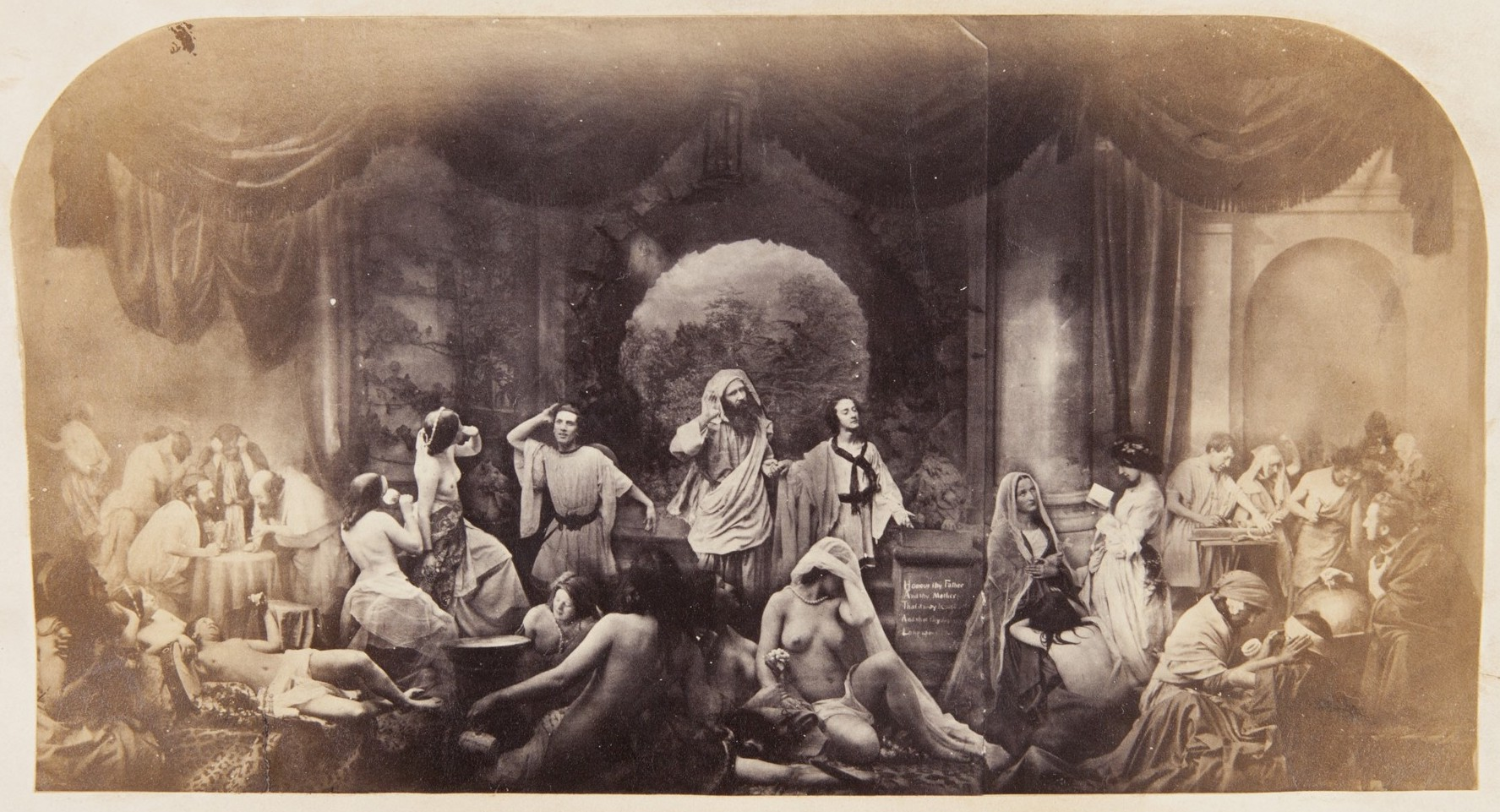
Oscar Gustave Rejlander, The Two Ways of Life.

- avril : Gustave Le Gray, La Grande Vague, Sète.

- 17 septembre : Ichiki Shirō réalise le portrait au daguerréotype de Shimazu Nariakira, daimyo du domaine de Satsuma au Japon ; c'est la plus ancienne photographie japonaise qui soit conservée[6].

- novembre : Robert Howlett, Isambard Kingdom Brunel debout devant les chaînes de lancement du Great Eastern : l'imageest devenueuneicône de l'ère industrielle et du XIXe siècle.

- Gustave Le Gray effectue un reportage photographique sur l'armée française au camp de Châlons[7],[8].

- Oscar Gustave Rejlander, The Two Ways of Life, photomontage allégorique composé de trente photographies, 91,44 cm sur 40,64 cm ; exposée à l’Art Treasures Exhibition de Manchester à partir du 5 mai 1857, l'œuvre cause un scandale en raison notamment de la présence de femmes nues, accompagnées par des hommes, sur un même cliché[9],[10].

## Livres de photographies
- Édouard Baldus, Réunion des Tuileries au Louvre. 1852-1857. Recueil de photographies publié par ordre de ... Mr. Achille Fould, ministre d'état et de la Maison de l'Empereur, Paris, Chardon aîné, 4 vol. in-folio oblong : photographies prises entre 1855 et 1857[11].

## Études, essais, articles
- 8 mars : Théophile Gautier publie dans la revue L'Artiste un compte-rendu de l’exposition photographique de Paris et y expose ses idées sur cette récente découverte : « On a prétendu que la photographie nuisait à l’art et en abaisserait le niveau. Jamais allégation ne fut plus dénuée de fondement. La photographie est au contraire la très humble servante, l’esclave dévouée de l’art ; elle lui prend des notes, elle lui fait des études d’après nature ; pour lui, elle se charge de toutes les besognes ennuyeuses et pénibles ; sa boîte sur le dos, elle parcourt la vallée et la montagne, le désert et la cité, le vieux monde et le nouveau monde, encapuchonnant sa tête du voile de lustrine noire à chaque beau site, à chaque édifice curieux, à chaque ruine racontant les secrets du passé ; au paysagiste, elle rapporte des groupes d’arbres, des entassements de roches bizarres, des lacs aux eaux diaphanes, des étangs endormis sous le manteau des plantes aquatiques, des chalets dans la montagne, des vagues déferlant sur la grève, et jusqu’à des archipels de nuages fixés avec leurs jeux de lumière ; à l’architecte et au décorateur, elle fournit des coupes, des élévations et des perspectives de monuments que ne saurait jamais égaler le lavis le plus habile et le plus poussé, des temples d’Égypte et de Grèce, des cathédrales romanes et gothiques… à l’érudit, elle apporte des panneaux hiéroglyphes copiés sans erreurs, des inscriptions d’une authenticité indiscutable ; car elle déchiffre tout couramment, cette photographie, accusée d’être stupide… pour le savant, elle représente, démesurément grossi et traversé de lumière électrique, l’infini de la petitesse que le microscope révèle comme le télescope l’infini de l’énorme ».
- avril : Elizabeth Eastlake publie anonymement un article « Photography » dans The Quarterly Review (no  202) ; elle y interroge la place des « œuvres de lumière » parmi les beaux-arts[12],[13].

## Expositions
- janvier : la photographie Brick au clair de lune de Gustave Le Gray, prise l'été précédent, est exposée  par la Société française de photographie, boulevard des Capucines, à Paris[14].

## Naissances
- 7 janvier : Sally Elizabeth Wood, photographe canadienne, morte le 30 janvier 1928.
- 12 février : Eugène Atget, photographe français, mort le 4 août 1927.
- 3 avril : Charles Kerry, photographe australien, mort le 26 mai 1928.
- 26 juillet : Paul Lancrenon, militaire et photographe amateur français, mort le 10 juillet 1922.
- 5 août : Eduard Valenta, chimiste autrichien spécialiste de photographie, mort le 19 août 1937.
- 20 août : Auguste François, diplomate et photographe français, consul en Chine de 1896 à 1904 où il photographie et filme, mort le 4 juillet 1935.
- 31 août : Alice Hughes, photographe britannique, spécialisée dans le portrait et la photographie de mode, morte le 4 avril 1939.
- 3 octobre : Henri Bellieni, ingénieur en optique et photographe français, inventeur d'un appareil de prise de vues stéréoscopiques, mort le 16 juillet 1938.
- 12 novembre : Constant Puyo, photographe français, mort le 6 octobre 1933.

## Décès
- 1er mai : Frederick Scott Archer, photographe britannique, inventeur du procédé photographique appelé collodion humide, né en 1813[15].